# Тернбулл, Маргарет
У нас должно быть уважительное восхищение планетой, на которой мы живём.
Маргарет «Мэгги» Тернбулл (Margaret Carol Turnbull; род. близ Милуоки, штат Висконсин) — американский астроном, астрофизик и астробиолог, специалист по пригодным для жизни звёздным системам. Доктор философии, сотрудница Института SETI. Один из ведущих разработчиков New Worlds Mission НАСА. Вошла в список «Сто ныне живущих гениев», опубликованный Daily Telegraph в 2007 году.
Родилась в семье врача, увлекавшегося коллекционированием бабочек, и бухгалтерши.
Окончила Висконсинский университет в Мадисоне (бакалавр астрономии и физики, 1998). В Аризонском университете получила степени магистра (2001) и доктора философии (2004) по астрономии с минором по цитологии.
Докторская диссертация «The Search for Habitable Worlds: From the Terrestrial Planet Finder to SETI» подготовлена под началом Jonathan Lunine. Вместе с ним Тернбулл в рамках работы над докторской составила Каталог близлежащих обитаемых систем (HabCat). В 2004 году учредила Astrobiology Graduate Conference (AbGradCon) и провела первую из них. В 2004—2006 годах постдок в департаменте земного магнетизма Института Карнеги. Затем являлась астрономом в команде телескопа «Хаббл». Участница миссии НАСА по WFIRST.
В её честь назван астероид 7863 Turnbull, а также учреждена Maggie C. Turnbull Astrobiology Early Career Service Award.
В 2018 году безуспешно баллотировалась как независимый кандидат в губернаторы Висконсина.
Публиковалась в Astrobiology (journal), Proceedings of SPIE, ApJ и ApJS.